# Robertson Point Light

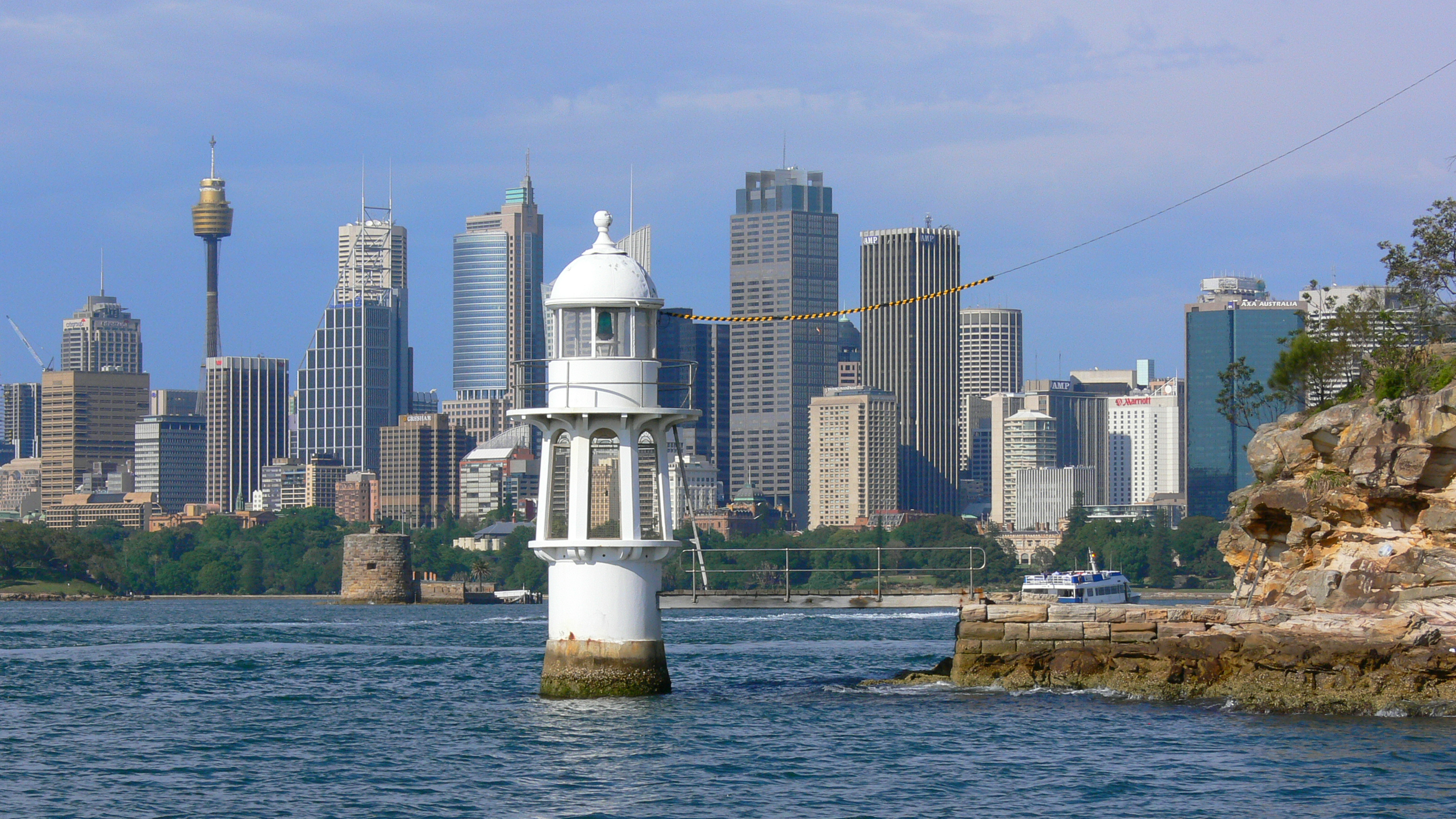
Robertson Point Light vor der Skyline von Sydney bei Ebbe

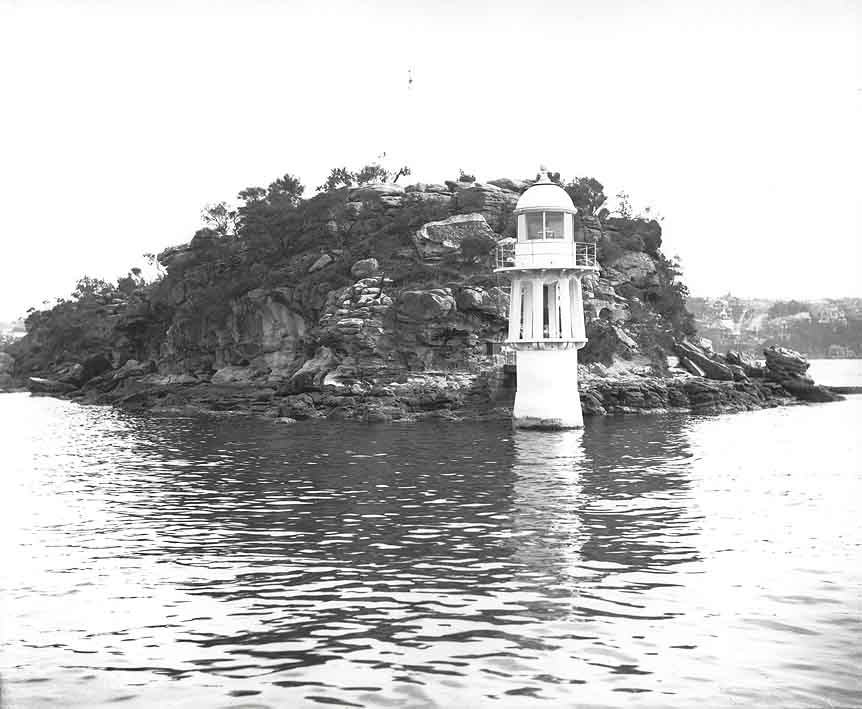
Historische Abbildung des Robertson Point Light

Robertson Point Light, auch als Cremorne Point Light bekannt, ist ein aktiver 7,9 m hoher Leuchtturm in Cremorne Point, einer Vorstadt des unteren North Shore von Sydney in New South Wales, Australien. Das 1910 erstellte Bauwerk ähnelt dem nahegelegenen Bradleys Head Light.
Der Leuchtturm fußt auf einem Felsen und ist mit der Küste durch eine Fußbrücke verbunden.
Die Befeuerung zeigt ein grünes Licht, das im Abstand von 3 Sekunden unterbrochen ist (Kennung: Oc.G. 3s), wie auch das Bradleys Head Light.

## Betreiber
Der Turm wird durch die Sydney Ports Corporation betrieben, da er durch das North Sydney Municipal Council als ein Bestandteil des Cremorne Point Reserve verwaltet wird.

## Erreichbarkeit
Der Leuchtturm ist für die Öffentlichkeit erreichbar, aber der Turm ist geschlossen. Parken ist am Ende der Milson Road am Cremorne Point möglich.